# تاكاهيسا كاواكامي
تاكاهيسا كاواكامي (باليابانية: 川上 隆久) (ولد في 5 كانون الثاني / يناير 1950 في هاماماتسو، شيزوكا، اليابان) كان نائب الممثل الخاص للأمم المتحدة للأمين العام لدعم قطاع الأمن وسيادة القانون، بعثة الأمم المتحدة المتكاملة في تيمور-ليشتي. وقد تم تعيينه في هذا المنصب من قبل الأمين العام للأمم المتحدة بان كي مون في 2 سبتمبر 2008.
وقبل تعيينه، كان رئيس أركان بعثة الأمم المتحدة لتقديم المساعدة إلى أفغانستان (UNAMA). بين عامي 1995 و 2000، عمل في إدارة الأمم المتحدة لعمليات حفظ السلام.
بين خدمته مع الأمم المتحدة، تم نقله إلى البعثة الدائمة لليابان لدى الأمم المتحدة في مدينة نيويورك مرتين، من 1987 إلى 1991 ومن 2003 إلى 2007.
حصل تاكاهيسا على شهادته في العلوم السياسية من جامعة واسيدا في طوكيو.
توفي تاكاهيسا أثناء خدمته في ديلي، تيمور الشرقية، في 14 مارس 2010.

## روابط خارجية
- نص المؤتمر الصحفي للبعثة - 08 يناير 2009